# Olympische Sommerspiele 1952/Schießen
Bei den XV. Olympischen Sommerspielen 1952 in Helsinki fanden sieben Wettbewerbe im Sportschießen statt. Die Austragungsorte waren Huopalahti und Malmi.

## Bilanz

### Medaillenspiegel
| Platz | Land               | Gold | Silber | Bronze | Gesamt |
| ----- | ------------------ | ---- | ------ | ------ | ------ |
| 1     | Norwegen           | 2    | –      | –      | 2      |
| 2     | Sowjetunion        | 1    | 1      | 2      | 4      |
| 3     | Ungarn             | 1    | 1      | 1      | 3      |
| 4     | Rumänien           | 1    | –      | 1      | 2      |
| 4     | Vereinigte Staaten | 1    | –      | 1      | 2      |
| 6     | Kanada             | 1    | –      | –      | 1      |
| 7     | Schweden           | –    | 2      | 1      | 3      |
| 8     | Finnland           | –    | 1      | 1      | 2      |
| 9     | Spanien            | –    | 1      | –      | 1      |
| 10    | Schweiz            | –    | 1      | –      | 1      |

### Medaillengewinner
| Konkurrenz                             | Gold             | Silber          | Bronze                |
| -------------------------------------- | ---------------- | --------------- | --------------------- |
| Freies Gewehr Dreistellungskampf 300 m | Anatoli Bogdanow | Robert Bürchler | Lew Wainschtein       |
| Kleinkaliber Dreistellungskampf 50 m   | Erling Kongshaug | Vilho Ylönen    | Boris Andrejew        |
| Kleinkaliber liegend 50 m              | Iosif Sîrbu      | Boris Andrejew  | Arthur Jackson        |
| Laufender Hirsch 100 m                 | John Larsen      | Olof Sköldberg  | Tauno Mäki            |
| Freie Pistole 50 m                     | Huelet Benner    | Ángel León      | Ambrus Balogh         |
| Schnellfeuerpistole 25 m               | Károly Takács    | Szilárd Kun     | Gheorghe Lichiardopol |
| Tontaubenschießen                      | George Genereux  | Knut Holmqvist  | Hans Liljedahl        |

## Ergebnisse

### Freies Gewehr Dreistellungskampf 300 m
| Platz | Land | Sportler           | Punkte |
| ----- | ---- | ------------------ | ------ |
| 1     | URS  | Anatoli Bogdanow   | 1123   |
| 2     | SUI  | Robert Bürchler    | 1120   |
| 3     | URS  | Lew Wainschtein    | 1109   |
| 4     | SUI  | August Hollenstein | 1108   |
| 5     | FIN  | Vilho Ylönen       | 1107   |
| 6     | USA  | Robert Sandager    | 1104   |
| 7     | SWE  | Holger Erbén       | 1102   |
| 8     | SWE  | Walther Fröstell   | 1099   |

Datum: 27. Juli 1952 

32 Teilnehmer aux 18 Ländern

### Kleinkaliber Dreistellungskampf 50 m
| Platz | Land | Sportler             | Punkte |
| ----- | ---- | -------------------- | ------ |
| 1     | NOR  | Erling Kongshaug     | 1164   |
| 2     | FIN  | Vilho Ylönen         | 1164   |
| 3     | URS  | Boris Andrejew       | 1163   |
| 4     | SUI  | Ernst Huber          | 1162   |
| 5     | URS  | Pjotr Awilow         | 1162   |
| 6     | ROM  | Iosif Sîrbu          | 1161   |
| 7     | SWE  | Uno Berg             | 1158   |
| 8     | FIN  | Kullervo Leskinen    | 1157   |
|       |      |                      |        |
| 10    | SUI  | Otto Horber          | 1156   |
| 17    | AUT  | Siegfried Gurschler  | 1145   |
| 18    | GER  | Erich Spörer         | 1143   |
| 19    | AUT  | Wilhelm Sachsenmaier | 1140   |
| 18    | GER  | Albert Sigl          | 1134   |

Datum: 29. Juli 1952 

44 Teilnehmer aux 25 Ländern

### Kleinkaliber liegend 50 m
| Platz | Land | Sportler             | Punkte |
| ----- | ---- | -------------------- | ------ |
| 1     | ROM  | Iosif Sîrbu          | 400    |
| 2     | URS  | Boris Andrejew       | 400    |
| 3     | USA  | Arthur Jackson       | 399    |
| 4     | CAN  | Gilmour Boa          | 399    |
| 5     | GER  | Erich Spörer         | 399    |
| 6     | SUI  | Otto Horber          | 398    |
| 7     | FIN  | Kullervo Leskinen    | 398    |
| 8     | BRA  | Severino Moreira     | 398    |
|       |      |                      |        |
| 10    | SUI  | Ernst Huber          | 397    |
| 18    | AUT  | Siegfried Gurschler  | 396    |
| 23    | AUT  | Wilhelm Sachsenmaier | 396    |
| 31    | GER  | Albert Sigl          | 394    |
| 40    | SAA  | Ludwig Gräf          | 391    |
| 52    | SAA  | Hans Eschenbrenner   | 384    |

Datum: 29. Juli 1952 

58 Teilnehmer aux 32 Ländern

### Laufender Hirsch 100 m
| Platz | Land | Sportler           | Punkte |
| ----- | ---- | ------------------ | ------ |
| 1     | NOR  | John Larsen        | 413    |
| 2     | SWE  | Olof Sköldberg     | 409    |
| 3     | FIN  | Tauno Mäki         | 407    |
| 4     | NOR  | Rolf Bergersen     | 399    |
| 5     | SWE  | Thorleif Kockgård  | 397    |
| 6     | FIN  | Yrjö Miettinen     | 392    |
| 7     | URS  | Pjotr Nikolajew    | 385    |
| 8     | URS  | Wladimir Sewrjugin | 383    |

Datum: 28. bis 29. Juli 1952 

14 Teilnehmer aux 7 Ländern

### Freie Pistole 50 m
| Platz | Land | Sportler            | Punkte |
| ----- | ---- | ------------------- | ------ |
| 1     | USA  | Huelet Benner       | 553    |
| 2     | ESP  | Ángel León          | 550    |
| 3     | HUN  | Ambrus Balogh       | 549    |
| 4     | URS  | Konstantin Martasow | 546    |
| 5     | URS  | Lew Wainschtein     | 546    |
| 6     | SWE  | Torsten Ullman      | 543    |
| 7     | FIN  | Klaus Lahti         | 541    |
| 8     | SUI  | Beat Rhyner         | 539    |
|       |      |                     |        |
| 34    | GER  | Fritz Krempel       | 512    |
| 39    | SUI  | Alexander Specker   | 506    |

Datum: 25. Juli 1952 

48 Teilnehmer aux 28 Ländern

### Schnellfeuerpistole 25 m
| Platz | Land | Sportler               | Punkte |
| ----- | ---- | ---------------------- | ------ |
| 1     | HUN  | Károly Takács          | 579    |
| 2     | HUN  | Szilárd Kun            | 578    |
| 3     | ROM  | Gheorghe Lichiardopol  | 578    |
| 4     | ARG  | Enrique Sáenz-Valiente | 577    |
| 5     | FIN  | Pentti Linnosvuo       | 577    |
| 6     | ROM  | Penait Calcai          | 575    |
| 7     | USA  | William McMillan       | 575    |
| 8     | URS  | Wassili Frolow         | 573    |
|       |      |                        |        |
| 23    | GER  | Ludwig Leupold         | 553    |
| 24    | GER  | Paul Wehner            | 553    |
| 26    | SUI  | Rudolf Schnyder        | 551    |

Datum: 27. bis 28. Juli 1952 

53 Teilnehmer aux 28 Ländern

### Tontaubenschießen
| Platz | Land | Sportler               | Punkte |
| ----- | ---- | ---------------------- | ------ |
| 1     | CAN  | George Genereux        | 192    |
| 2     | SWE  | Knut Holmqvist         | 191    |
| 3     | SWE  | Hans Liljedahl         | 190    |
| 4     | TCH  | František Čapek        | 188    |
| 5     | FIN  | Konrad Huber           | 188    |
| 6     | GRE  | Ioannis Koutsis        | 187    |
| 7     | ITA  | Galliano Rossini       | 187    |
| 8     | ITA  | Italo Bellini          | 186    |
|       |      |                        |        |
| 22    | AUT  | Laszlo Szapáry         | 178    |
| 23    | GER  | Kurt Schöbel           | 175    |
| 34    | SUI  | Louis Cavalli          | 159    |
| 36    | SUI  | Pierre-André Flückiger | 159    |

Datum: 25. bis 26. Juli 1952 

40 Teilnehmer aux 22 Ländern